# Kingfisher (Schiff)
Die Kingfisher war ursprünglich eine Passagierfähre der General Steam Navigation Company für den Einsatz auf Themse und Ärmelkanal und diente ab 1912 unter dem Namen Venezia der Reederei D. Tripcovich & Co. aus Triest.
Es war das erste Turbinenschiff der österreichischen Handelsmarine und bei seiner Indienststellung das schnellste österreichisch-ungarische Schiff.

## Geschichte

### England
Das 83 Meter lange und 871 BRT große Ausflugs- und Passagierschiff lief am 27. März 1906 bei der Werft William Denny and Brothers im schottischen Dumbarton unter der Baunummer 771 vom Stapel. Es wurde nach dem Eisvogel benannt und noch im selben Jahr in Betrieb genommen. Auftraggeber war die Londoner General Steam Navigation Company, die im Sommer einen Fährdienst auf der Themse von London via Margate nach Boulogne und Calais über den Ärmelkanal betrieb. Das Schiff verkehrte somit auf Fluss und See und war der erste Turbinendampfer auf der Themse. Wegen des Einsatzes in den Sommermonaten war der Dampfer sehr offen gebaut worden und die Aufbauten an Deck recht spärlich. Letztendlich erfüllte das Schiff nicht die Erwartungen der Reederei, es galt als unhandlich groß und schwer zu manövrieren, außerdem erwies sich der angebotene Expressdienst nach Frankreich nicht so erfolgreich wie gedacht. Der Wellenschlag verursachte auch einige Schäden an den Uferbebauungen an der Themse in London und an kleineren Schiffen, weswegen einige Schadensersatzforderungen gegen die Reederei und das Schiff anhängig waren.
Schlussendlich verkaufte die General Steam Navigation Company das Schiff im Frühjahr 1912 an die aufstrebende Triestiner Reederei D. Tripcovich & Co.

### Österreich-Ungarn

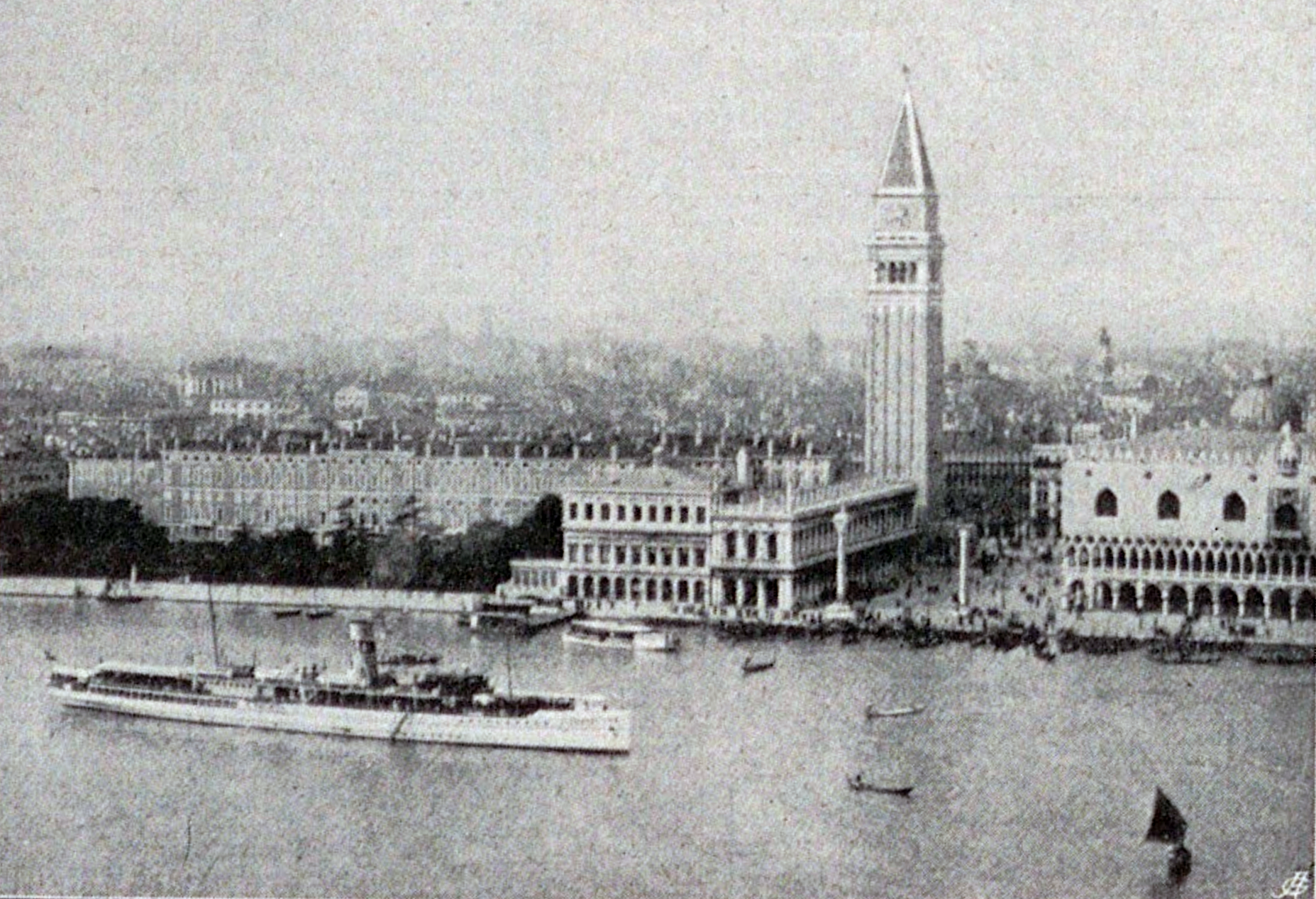
Das Schiff vor San Marco in Venedig (1913)

Der nun Venezia getaufte Dampfer wurde auf der Schiffswerft Hawthorn, Leslie & Co. in Tyne umfassend umgebaut und erhielt ein Promenadendeck, ein geschlossenes Ruderhaus und weitere Decksaufbauten in Mahagoniholz. Dadurch vergrößerte sich die Tonnage auf 1.250 BRT und die Passagierkapazität auf 1.500 Passagiere. Zusätzlich wurde die Feuerung der Kessel von Kohle auf Rohöl umgestellt, dadurch konnte die für Passagiere lästige Rauch- und Rußplage nun vermieden werden. Mit einer Höchstgeschwindigkeit von 22 Knoten (ca. 41 km/h) war die Venezia das schnellste Schiff der österreichischen Handelsmarine. Die Propeller liefen bei voller Leistung mit einer Umdrehungszahl von 850/min, bei Ein- und Ausfahrten aus Häfen wurde stets nur mit zwei Propellern gefahren und erst auf See die dritte Turbine für den Antrieb des dritten Propellers zugeschalten.
Den Passagieren der Ersten Klasse standen im Inneren ein geräumiger Speisesaal, ein „vornehm ausgestatteter“ Rauchsalon mit Glasveranda und ein eigener kleiner Damensalon zur Verfügung. Die Zweite Klasse verfügte ebenfalls über einen gesonderten Damensalon, die Räumlichkeiten der Dritten Klasse wurden in der Presse hingegen nur als „zwar einfach, doch sehr nett und freundlich“ geschildert. Besondere Erwähnung in der Presse fand – nur knapp ein Jahr nach der Titanic-Katastrophe – auch, dass es neben schnell abfierbaren Rettungsbooten zudem „der Vorschrift genau entsprechend“ für jeden Passagier an Bord eine Rettungsweste vorhanden war.
Mit einer dreistündigen Demonstrationsfahrt im Golf von Triest für geladene Vertreter der Behörden und der Handelskammer am 29. August 1912 stellte die Reederei Tripcovich den „fast neuen“ Dampfer der Öffentlichkeit vor. Mit von der Partie war auch der Generaldirektor des Österreichischen Lloyds, mit dem Tripcovich nun in direkte Konkurrenz trat. Das nun weiß lackierte, sehr elegante Schiff mit den hölzernen Decksaufbauten und dem markanten gelben Schornstein mit rotem Band und den Initialen SA evozierte reichlich Aufsehen in der Presse. Am Tag darauf wurde mit 200 Fahrgästen und unter großem Publikumsandrang der tägliche Eildienst Triest–Venedig mit Abfahrt um 8:00 Uhr morgens in Triest und Ankunft um 11:00 Uhr vormittags in der Lagunenstadt aufgenommen. Die Rückfahrt begann um 2:00 Uhr nachmittags.
Die Venezia benötigte für diese Strecke damals nur sensationelle drei Stunden. Dem bis dahin auf dieser Route monopolartig agierenden Österreichischen Lloyd unter Präsident Julius Derschatta warf man aufgrund der sieben Stunden dauernden Überfahrt mit seinen zunehmend altersschwachen Schiffen Versagen vor. Die anfängliche Konkurrenz von Lloyd und Tripcovich & Co. wich jedoch bald einer einvernehmlichen Regelung: Während die Venezia nun gemeinsam mit der vom Lloyd übernommenen Graf Wurmbrand im Tagesdienst fuhr, besorgte der Österreichische Lloyd die Nachtfahrten auf dieser Route. Zudem beteiligte sich der Lloyd an der Reederei Tripcovich.
Der Verkehr nach Venedig endete mit dem Ausbruch des Ersten Weltkrieges im Juli 1914. Auf den Bildern von der Anlandung der Särge der Opfer von Sarajevo in Triest vom Juni 1914 ist im Hintergrund auch die am Molo San Carlo vertaute Venezia zu sehen. Über einen Einsatz im Krieg ist nichts bekannt.

### Weiterer Verbleib
Der Dampfer blieb bis 1929 im Dienst der Reederei Tripcovich und wurde anschließend an die China New Era Shipping Co. in Hongkong verkauft. 1933 und 1936 wurde die Venezia jeweils in China weiterverkauft und schließlich ab März 1938 verschrottet.

## Trivia
Auch wenn die Venezia zur vollsten Zufriedenheit ihrer Eigner lief und mit ihrer Geschwindigkeit und Leistungsfähigkeit die Überlegenheit des Turbinenantriebs gegenüber der Dampfmaschine demonstrierte, konnte sich diese Antriebstechnik in der österreichischen Handelsmarine nicht mehr durchsetzen. Lediglich die Kriegsschiffe der k.u.k Marine besaßen Turbinenantrieb.